# Arthur (rivier in West-Australië)
De Arthur is een rivier in de regio South West in West-Australië.

## Geschiedenis
De rivier werd in 1835 door gouverneur James Stirling vernoemd naar Arthur Trimmer die deelnam aan de expeditie geleid door Stirling.
De Arthur overstroomde in 1895, 1934 en 1939.

## Geografie
De Arthur ontspringt in Arthur River Nature Reserve nabij het plaatsje Arthur River, 30 kilometer ten noorden van Wagin. De rivier stroomt 140 kilometer in zuidwestelijke richting tot ze samen met de Balgarup de Blackwood vormt.
Er monden acht waterlopen uit in de Arthur:
- Yilliminning River (295m)
- Narrogin Brook (289m)
- Mookine Creek (281m)
- Hillman River (236m)
- Three Mile Gully (234m)
- Beaufort River (231m)
- Kojonup Brook (223m)
- Darlinup Gully (217m)